# Paasbach
Der Paasbach ist ein fast 8 Kilometer langes Fließgewässer in Sprockhövel und Hattingen im nordrhein-westfälischen Ennepe-Ruhr-Kreis. Er ist ein linker Zufluss des Sprockhöveler Bachs, der in Hattingen in die Ruhr mündet. Während dies so dem örtlichen Verständnis und den üblichen topografischen Karten (Deutsche Grundkarte) entspricht, wird im Wasserbuch Nordrhein-Westfalens der Sprockhöveler Bach als Zulauf und der Paasbach als Hauptgewässer angesehen, der in die Ruhr mündet.

## Geographie

### Verlauf
Der Paasbach entspringt am Winterberg in Stüter. Danach fließt er durch das Naturschutzgebiet Wald am oberen Paasbach in nordöstliche Richtung. Im Vogelbruch nimmt er den Bach Am Vogelbruch und die Heimbecke auf und fließt der Paasmühle zu. Hier befindet sich auch der Hof Paas nach dem der Bach benannt ist.
Hinter der Paasmühle wendet sich nach Norden. Er durchbricht hier das Steinkohlengebirge, in dem die Zeche Alte Haase seit alter Zeit schon ihre Kohlen abbaute. Hinter dem Hof Am Waskönige wendet der Bach sich nach Nordwesten. Hinter dem Bahndamm der Bahnstrecke Hattingen–Wuppertal erreicht er den Ort Bredenscheid und vereint sich dort mit dem Sprockhöveler Bach.
In Bredenscheid fanden 2020 Sanierungsarbeiten am Paasbach statt.

### Nebengewässer
- Heimbecke
- Bach Am Vogelbruch (links)